# Cromartie Sutherland-Leveson-Gower, IV duca di Sutherland
Cromartie Sutherland-Leveson-Gower, IV duca di Sutherland KG (Londra, 20 luglio 1851 – 27 giugno 1913), designato Lord Cromartie Sutherland-Leveson-Gower fino al 1858, conte Gower tra il 1858 ed il 1861 e marchese di Stafford tra il 1861 ed il 1892, fu un pari e politico britannico della famiglia Leveson-Gower.

## Sfondo
Sutherland era il secondogenito e secondo figlio maschio di George Sutherland-Leveson-Gower, III duca di Sutherland. Nacque a Londra e fu educato all'Eton College. Pur essendo molto ricco, Sutherland si preoccupò che le sue proprietà terriere non fossero più autosufficienti. Verso la fine della sua vita egli si disfò delle proprietà nel Regno Unito (come Trentham Hall e Stafford House) e cominciò a trasferire la sua ricchezza in Canada. Le sue alleanze politiche si spostarono dal partito liberale al partito conservatore.

## Carriera militare
Come marchese di Stafford, Sutherland entrò nella 2nd Life Guards come cornettista, ritirandosi dal servizio militare regolare come tenente nel 1875. Fu ordinato capitano nello Staffordshire Yeomanry nel 1876 e comandò quel reggimento come tenente-colonnello dal 1891 al 1898, dopo di che egli ne divenne colonnello onorario.  Egli fu anche il tenente colonnello dei Sutherland Rifles, un reggimento di volontari della sua contea ducale scozzese, dal 1882 al 1891. Dal 1911 alla morte fu colonnello onorario del 5º battaglione Territorial Force dei Seaforth Highlanders.
Fu Presidente dello Staffordshire Territorial Forces Association dalla formazione delle Territorial Force nel 1908.

## Carriera politica
Sutherland funse da membro del parlamento per il Sutherland. Alla successione del titolo di suo padre nel 1892, egli divenne membro della camera dei Lordi, sedendo fra i banchi dei conservatori. Egli fu anche il sindaco di Longton, nei pressi di Stoke-on-Trent nello Staffordshire, nel 1895-96, e fu consigliere del borgo dal 1898.

## Interessi sportivi
Il duca fu per qualche tempo maestro di caccia alla volpe del North Staffordshire Hunt.

## Famiglia
Sposò Lady Millicent St Clair-Erskine, figlia di Robert St Clair-Erskine, IV conte di Rosslyn, il 20 ottobre 1884. Ebbero quattro figli:
- Lady Victoria Elizabeth Sutherland-Leveson-Gower (1885–1888), morì giovane.
- George Granville Sutherland-Leveson-Gower, V duca di Sutherland (1888–1963)
- Lord Alastair St. Clair Sutherland-Leveson-Gower (1890–1921), sposò Elizabeth Demarest (ex-moglie di John G. A. Leishman Jr) ed ebbe Elizabeth Sutherland-Leveson-Gower, XXIV contessa di Sutherland.
- Lady Rosemary Millicent Sutherland-Leveson-Gower (1893–1930), sposò William Ward, III conte di Dudley ed ebbe figli. Morì in un incidente aereo insieme a Frederick Hamilton-Temple-Blackwood, III marchese di Dufferin ed Ava.

Nel 1900 il duca di Sutherland possedeva circa 1.358.000 acri (550,000 ettari) e lo yacht a vapore Catania, che fu noleggiato da alcuni dei super-ricchi di quel periodo.
Il duca morì a Dunrobin Castle, nel Sutherlandshire, il 27 giugno 1913, all'età di 61 anni, e fu sepolto a Dunrobin.

## Ascendenza
|                                                           |                      |                                                  | Genitori                                      |  |  | Nonni |  |  | Bisnonni                                   |  |  | Trisnonni                                       |  |
|                                                           |                      |                                                  |                                               |  |  |       |  |  | George Leveson-Gower, I duca di Sutherland |  |  | Granville Leveson-Gower, I marchese di Stafford |  |
|                                                           |                      |                                                  |                                               |  |  |       |  |  | George Leveson-Gower, I duca di Sutherland |  |  | Granville Leveson-Gower, I marchese di Stafford |  |
|                                                           |                      | lady Louisa Egerton                              |                                               |  |  |       |  |  | George Leveson-Gower, I duca di Sutherland |  |  |                                                 |  |
| George Sutherland-Leveson-Gower, II duca di Sutherland    |                      |                                                  |                                               |  |  |       |  |  | George Leveson-Gower, I duca di Sutherland |  |  |                                                 |  |
|                                                           |                      | Elizabeth Sutherland, XIX contessa di Sutherland | William Sutherland, XVIII conte di Sutherland |  |  |       |  |  |                                            |  |  |                                                 |  |
|                                                           |                      | Elizabeth Sutherland, XIX contessa di Sutherland | William Sutherland, XVIII conte di Sutherland |  |  |       |  |  |                                            |  |  |                                                 |  |
|                                                           |                      | Elizabeth Sutherland, XIX contessa di Sutherland | Mary Maxwell                                  |  |  |       |  |  |                                            |  |  |                                                 |  |
| George Sutherland-Leveson-Gower, III duca di Sutherland   |                      | Elizabeth Sutherland, XIX contessa di Sutherland |                                               |  |  |       |  |  |                                            |  |  |                                                 |  |
|                                                           |                      | George Howard, VI conte di Carlisle              | Frederick Howard, V conte di Carlisle         |  |  |       |  |  |                                            |  |  |                                                 |  |
|                                                           |                      | George Howard, VI conte di Carlisle              | Frederick Howard, V conte di Carlisle         |  |  |       |  |  |                                            |  |  |                                                 |  |
|                                                           |                      | George Howard, VI conte di Carlisle              | lady Margaret Leveson-Gower                   |  |  |       |  |  |                                            |  |  |                                                 |  |
| lady Harriet Howard                                       |                      | George Howard, VI conte di Carlisle              |                                               |  |  |       |  |  |                                            |  |  |                                                 |  |
|                                                           |                      | lady Georgiana Cavendish                         | William Cavendish, V duca di Devonshire       |  |  |       |  |  |                                            |  |  |                                                 |  |
|                                                           |                      | lady Georgiana Cavendish                         | William Cavendish, V duca di Devonshire       |  |  |       |  |  |                                            |  |  |                                                 |  |
|                                                           |                      | lady Georgiana Cavendish                         | lady Georgiana Spencer                        |  |  |       |  |  |                                            |  |  |                                                 |  |
| Cromartie Sutherland-Leveson-Gower, IV duca di Sutherland |                      | lady Georgiana Cavendish                         |                                               |  |  |       |  |  |                                            |  |  |                                                 |  |
|                                                           | Edward Hay-Mackenzie | hon. John Hay                                    |                                               |  |  |       |  |  |                                            |  |  |                                                 |  |
|                                                           | Edward Hay-Mackenzie | hon. John Hay                                    |                                               |  |  |       |  |  |                                            |  |  |                                                 |  |
|                                                           | Edward Hay-Mackenzie | Dorothy Hayhurst                                 |                                               |  |  |       |  |  |                                            |  |  |                                                 |  |
| John Hay-Mackenzie                                        | Edward Hay-Mackenzie |                                                  |                                               |  |  |       |  |  |                                            |  |  |                                                 |  |
|                                                           |                      | hon. Maria Mackenzie                             | George Murray, VI lord Elibank                |  |  |       |  |  |                                            |  |  |                                                 |  |
|                                                           |                      | hon. Maria Mackenzie                             | George Murray, VI lord Elibank                |  |  |       |  |  |                                            |  |  |                                                 |  |
|                                                           |                      | hon. Maria Mackenzie                             | lady Isabella Mackenzie                       |  |  |       |  |  |                                            |  |  |                                                 |  |
| Anne Hay-Mackenzie, contessa di Cromartie                 |                      | hon. Maria Mackenzie                             |                                               |  |  |       |  |  |                                            |  |  |                                                 |  |
|                                                           |                      | sir James Gibson-Craig, I baronetto              | William Gibson                                |  |  |       |  |  |                                            |  |  |                                                 |  |
|                                                           |                      | sir James Gibson-Craig, I baronetto              | William Gibson                                |  |  |       |  |  |                                            |  |  |                                                 |  |
|                                                           |                      | sir James Gibson-Craig, I baronetto              | Mary Cecilia Balfour                          |  |  |       |  |  |                                            |  |  |                                                 |  |
| Anne Gibson-Craig                                         |                      | sir James Gibson-Craig, I baronetto              |                                               |  |  |       |  |  |                                            |  |  |                                                 |  |
|                                                           |                      | Anne Thompson                                    | J. Thomson                                    |  |  |       |  |  |                                            |  |  |                                                 |  |
|                                                           |                      | Anne Thompson                                    | J. Thomson                                    |  |  |       |  |  |                                            |  |  |                                                 |  |
|                                                           |                      | Anne Thompson                                    | …                                             |  |  |       |  |  |                                            |  |  |                                                 |  |
|                                                           |                      | Anne Thompson                                    |                                               |  |  |       |  |  |                                            |  |  |                                                 |  |